# Даубан
Да́убан или Ду́бо (нем. Dauban; в.-луж. Duboо файле) — деревня в Верхней Лужице, Германия. Входит в состав коммуны Хоэндубрау района Гёрлиц в земле Саксония. Подчиняется административному округу Дрезден.

## География
Находится на границе южной части биосферного заповедника «Пустоши и озёра Верхней Лужицы» среди обширного лесного массива. На юге от деревни проходит автомобильная дорога S 109.
Соседние населённые пункты: на северо-востоке — деревня Долга-Боршч коммуны Мюка, на востоке — деревня Липинки коммуны Мюка, на юге — деревня Вукранчицы и на юго-западе — деревня Зуборничка коммуны Мальшвиц.

## История
Впервые упоминается в 1377 году под наименованием Duban.
С 1995 года входит в состав современной коммуны Хоэндубрау.
В настоящее время деревня входит в состав культурно-территориальной автономии «Лужицкая поселенческая область», на территории которой действуют законодательные акты земель Саксонии и Бранденбурга, содействующие сохранению лужицких языков и культуры лужичан.
Исторические немецкие наименования
- Duban, 1377
- Tupan, 1400
- Daubin, 1490
- Tauban, 1768

## Население
Официальным языком в населённом пункте, помимо немецкого, является также верхнелужицкий язык.
Согласно статистическому сочинению «Dodawki k statisticy a etnografiji łužickich Serbow» Арношта Муки в 1884 году в деревне проживало 285 человек (из них — 262 серболужичанина (92 %)).
| 1825 | 1871 | 1885 | 1905 | 1925 | 2011 |
| ---- | ---- | ---- | ---- | ---- | ---- |
| 203  | 318  | 265  | 282  | 250  | 272  |